# Launceston (Wielka Brytania)
Launceston (korn. Lanstefan) IPA /ˈlɔːnsən/ w Kornwalii, /ˈlɔːnstən/ w pozostałych częściach Anglii  – miasto w Wielkiej Brytanii (Anglia) w hrabstwie Kornwalia 3 kilometry granicy z hrabstwem Devon nad rzeką Tamar, zwane bramą do Kornwalii (ang. Gateway to Cornwall). Jest największym miastem w przestrzeni między Dartmoor a Bodmin Moor. 

## Historia
W XI w. wzniesiono tu zamek w celu ochrony przyległego terytorium – dokonał tego Robert de Mortain, brat Wilhelma Zdobywcy. Za rządów Henryka III ulokowano tu mennicę.